# 아마미오시마
아마미오섬(일본어: 奄美大島 아마미오시마[*])은 규슈 남부 해상에 있는 아마미 제도의 주요 섬이다. 면적 712.35 km2으로, 혼슈 등 4개 섬과 분쟁중인 쿠릴 열도를 제외하면 일본에서 면적 순으로 오키나와섬, 사도가섬 다음으로 세 번째로 큰 섬이다. 오시마 해협 연안과 유완다케 등은 아마미 군도 국정공원의 일부에 속한다. 2010년 10월 아마미 제도 지역의 호우 발생으로 인해 3명이 사망했다. 현지에서는 간단히 오시마(大島)라고 부르기도 하며 가장 큰 주 섬이라는 의미다.
문화적으로는 가고시마 본토보다는 오키나와섬의 문화의 영향이 조금 강하고, 방언은 류큐어의 일부로 다루어지고 있다.
특산품인 오시마명주(일본어: 大島紬, おおしまつむぎ 오시마쓰무키[*])는  세계3대직물으로 알려져있지만 생산량이 감소하고 있다.
1801년 12월경에 출항후 풍랑으로 표류하던 문순득이 1802년 1월 29일에 처음 표착한 류큐국의 북단섬으로도 알려져 있다.

## 같이 보기
- 오시마 명주
- 나고야 사겐타